# 増田繁幸

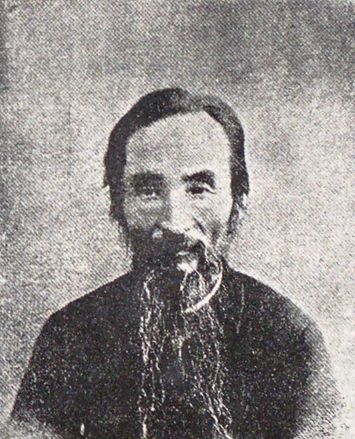
増田繁幸

増田 繁幸（增田、ますだ しげゆき / はんこう、1826年7月19日（文政9年6月15日）- 1896年（明治29年）3月14日）は、幕末の仙台藩士、明治期の内政官僚・銀行家・政治家。衆議院議員、貴族院勅選議員。名・歴治。俗名・斎、繁幸。

## 経歴
武蔵国江戸で仙台藩執政・増田繁育の三男として生まれる。天保9年1月18日（1838年2月12日）父繁育が江戸藩邸において藩政改革のため自刃し、その後、家督を兄・繁祉が相続した。文武に励み、嘉永3年（1850年）諸国を巡り各地の志士と交わった。万延元年（1860年）兄・繁祉の養子となる。また同年、ロシア帝国への警戒心を持ち、樺太などへの視察を行おうと箱館に渡ったが、病を得て断念し帰郷した。養父（兄）の長患いにより家席を勤め、武頭、脇番頭、軍事出兵二の手副長を務めた。
慶応4年（1868年）参政事務・山中七ケ宿口参謀となる。藩論が一定しないなか勤皇を主張し藩主にも進言したが受け入れられず、白河口の戦いに派遣されたが敗北し撤退した。宇和島藩からの使者の説得により仙台藩は新政府に謝罪降伏を決し、増田が使者として二本松官軍本営に謝罪書を提出した。その後、新藩主伊達宗基の補翼、執政、議事局総裁、権大参事、大参事を歴任した。廃藩置県後、一関県参事、水沢県権令、磐井県権令などを歴任した。
1878年（明治11年）旧仙台藩士族と共に第七十七国立銀行（七十七銀行）の設立に尽くし取締役に就任した。1879年（明治12年）宮城県会議員に選ばれ、その在職期間中ほとんど議長を務めた。国会開設請願運動に加わり、宮城改進党総理、宮城政会副会長を務めた。1890年（明治23年）の第1回衆議院議員総選挙に宮城県第1区から立候補して当選し、大成会に所属して衆議院議員に1期在任した。1892年（明治25年）5月3日、貴族院勅選議員に任じられ死去するまで在任した。

## 伝記
- 小野寺永幸、小野寺敬子著『彗星の維新政治家増田繁幸の生涯』一関プリント社出版部、1994年。